# Sinoxylon perforans
Sinoxylon perforans är en skalbaggsart som först beskrevs av Franz Paula von Schrank 1789.  Sinoxylon perforans ingår i släktet Sinoxylon och familjen kapuschongbaggar. Inga underarter finns listade i Catalogue of Life.

## Bildgalleri

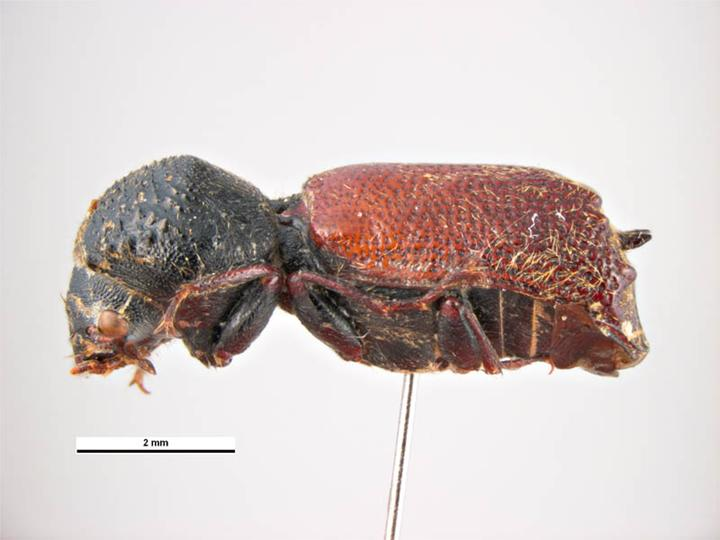
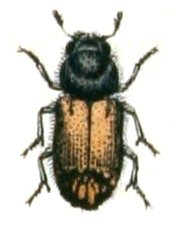